# 黄力丁
黄力丁（1917年—1988年），男，湖南长沙人，中国音乐教育家、音乐活动家，曾任湖北艺术学院副院长，中国音乐家协会理事。